# Huracán Darby (2016)
El huracán Darby fue un fuerte ciclón tropical que afectó a Hawái como una tormenta tropical. La quinta tormenta nombrada de temporada de huracanes del Pacífico de 2016, Darby se originó en un área de baja presión que se desarrolló en el Pacífico oriental al suroeste de México durante el mes de julio de 2016. Forzó suficiente organización para ser declarada depresión tropical el 11 de julio y se mejoró a la tormenta tropical Darby al día siguiente. Se produjo una mayor intensificación y Darby se convirtió en huracán el 13 de julio. Durante los siguientes tres días, Darby lentamente se fortaleció al estatus de categoría 3 en la escala de huracanes de Saffir-Simpson, convirtiéndose en un huracán mayor. Las aguas frías y el aire seco causaron que Darby se debilitara durante los próximos tres días, aunque Darby logró reafirmarse ligeramente el 21 de julio antes de debilitarse una vez más cuando la tormenta se acercaba a Hawái. Justo después de la medianoche del 24 de julio, Darby tocó tierra en la Isla de Hawái, y se debilitó hasta quedar remanente dos días después.
Darby fue la segunda tormenta tropical en tocar tierra en Hawái en dos años. Antes de tocar tierra, se emitieron avisos y advertencias de tormentas tropicales para todo Hawái, y solo se interrumpieron después de que Darby se debilitó hasta una depresión tropical el 25 de julio. Durante el período del 23 de julio al 25 de julio, Darby trajo fuertes lluvias e inundaciones lados de barlovento de las islas hawaianas, con un total de lluvia pluvial superior a 5 pulgadas (130 mm) en la Isla de Hawái y 7 pulgadas (180 mm) en Oahu. Esto dio como resultado algunos cierres de carreteras, derrames de aguas residuales, numerosas cancelaciones de vuelos y daños menores a la propiedad. En general, no se produjeron muertes durante el paso de Darby.